# Juniorvärldsmästerskapet i ishockey
Juniorvärldsmästerskapet i ishockey, JVM i ishockey, anordnas årligen av IIHF för nationella ishockeylag för ungdomar under 20 år från hela världen. Toppdivisionens turnering startar vanligtvis i slutet av december, och pågår till början av januari. Lägre divisioner kan spelas både flera veckor före eller efter A-gruppen. Turneringens årsupplagor bär namn efter det årtal som finalmatchen i toppdivisionen spelas. Sedan utslagsspelet infördes 1996 brukar gruppspelet avslutas den 31 december, och slutspelsmatcherna dra igång den 1-2 januari. I samband med det utökades antalet lag i A-gruppen från åtta till tio.
Turneringen spelades från början av seriespel, med undantag för åren 1979-1981 då lagen var indelade i två grupper där de två bästa lagen i vardera grupp gick vidare och bildade en slutspelsserie. Detta var påverkat av att A-VM under denna period spelades ungefär likadant. Åren 1996-2013 var lagen indelade i två grupper, där gruppsegrarna gick direkt vidare till semifinal medan lag 2-3 i grupperna spelade kvartsfinal (semifinalkval). Från turneringen 2014 spelas gruppspelet i två grupper, där lag 1-4 från grupperna går till kvartsfinal.
I samband med 1995, 2005 och 2013 års turneringar kunde NHL inte spela på grund av arbetsmarknadskonflikter. Därmed blev turneringen helt tillgänglig för unga NHL-spelare de åren.

## Medaljörer

### Inofficiella turneringar
| År   | Guld          | Silver  | Brons           | Värdort(-er) | Värdland      |
| ---- | ------------- | ------- | --------------- | ------------ | ------------- |
| 1974 | Sovjetunionen | Finland | Kanada          | Leningrad    | Sovjetunionen |
| 1975 | Sovjetunionen | Kanada  | Sverige         | Winnipeg     | Kanada        |
| 1976 | Sovjetunionen | Kanada  | Tjeckoslovakien | Tammerfors   | Finland       |

### Officiella turneringar
Nyckel
- (#) Antalet turneringar vunna vid den tidpunkten.

| År   | Guld              | Silver          | Brons           | Värdort(-er)                      | Värdland        |
| ---- | ----------------- | --------------- | --------------- | --------------------------------- | --------------- |
| 1977 | Sovjetunionen (1) | Kanada          | Tjeckoslovakien | Banská Bystrica och Zvolen        | Tjeckoslovakien |
| 1978 | Sovjetunionen (2) | Sverige         | Kanada          | Montréal                          | Kanada          |
| 1979 | Sovjetunionen (3) | Tjeckoslovakien | Sverige         | Karlstad                          | Sverige         |
| 1980 | Sovjetunionen (4) | Finland         | Sverige         | Helsingfors                       | Finland         |
| 1981 | Sverige (1)       | Finland         | Sovjetunionen   | Füssen                            | Västtyskland    |
| 1982 | Kanada (1)        | Tjeckoslovakien | Finland         | Minnesota                         | USA             |
| 1983 | Sovjetunionen (5) | Tjeckoslovakien | Kanada          | Leningrad                         | Sovjetunionen   |
| 1984 | Sovjetunionen (6) | Finland         | Tjeckoslovakien | Norrköping och Nyköping           | Sverige         |
| 1985 | Kanada (2)        | Tjeckoslovakien | Sovjetunionen   | Helsingfors och Åbo               | Finland         |
| 1986 | Sovjetunionen (7) | Kanada          | USA             | Hamilton                          | Kanada          |
| 1987 | Finland (1)       | Tjeckoslovakien | Sverige         | Piešťany                          | Tjeckoslovakien |
| 1988 | Kanada (3)        | Sovjetunionen   | Finland         | Moskva                            | Sovjetunionen   |
| 1989 | Sovjetunionen (8) | Sverige         | Tjeckoslovakien | Anchorage                         | USA             |
| 1990 | Kanada (4)        | Sovjetunionen   | Tjeckoslovakien | Helsingfors och Åbo               | Finland         |
| 1991 | Kanada (5)        | Sovjetunionen   | Tjeckoslovakien | Saskatoon                         | Kanada          |
| 1992 | Sovjetunionen (9) | Sverige         | USA             | Füssen och Kaufbeuren             | Tyskland        |
| 1993 | Kanada (6)        | Sverige         | Tjeckoslovakien | Gävle                             | Sverige         |
| 1994 | Kanada (7)        | Sverige         | Ryssland        | Ostrava och Frýdek-Místek         | Tjeckien        |
| 1995 | Kanada (8)        | Ryssland        | Sverige         | Red Deer                          | Kanada          |
| 1996 | Kanada (9)        | Sverige         | Ryssland        | Boston                            | USA             |
| 1997 | Kanada (10)       | USA             | Ryssland        | Genève och Morges                 | Schweiz         |
| 1998 | Finland (2)       | Ryssland        | Schweiz         | Helsingfors och Tavastehus        | Finland         |
| 1999 | Ryssland (1)      | Kanada          | Slovakien       | Winnipeg                          | Kanada          |
| 2000 | Tjeckien (1)      | Ryssland        | Kanada          | Skellefteå och Umeå               | Sverige         |
| 2001 | Tjeckien (2)      | Finland         | Kanada          | Moskva och Podolsk                | Ryssland        |
| 2002 | Ryssland (2)      | Kanada          | Finland         | Pardubice och Hradec Králové      | Tjeckien        |
| 2003 | Ryssland (3)      | Kanada          | Finland         | Halifax och Sydney                | Kanada          |
| 2004 | USA (1)           | Kanada          | Finland         | Helsingfors och Tavastehus        | Finland         |
| 2005 | Kanada (11)       | Ryssland        | Tjeckien        | Grand Forks och Thief River Falls | USA             |
| 2006 | Kanada (12)       | Ryssland        | Finland         | Vancouver, Kelowna och Kamloops   | Kanada          |
| 2007 | Kanada (13)       | Ryssland        | USA             | Leksand och Mora                  | Sverige         |
| 2008 | Kanada (14)       | Sverige         | Ryssland        | Pardubice och Liberec             | Tjeckien        |
| 2009 | Kanada (15)       | Sverige         | Ryssland        | Ottawa                            | Kanada          |
| 2010 | USA (2)           | Kanada          | Sverige         | Saskatoon och Regina              | Kanada          |
| 2011 | Ryssland (4)      | Kanada          | USA             | Buffalo                           | USA             |
| 2012 | Sverige (2)       | Ryssland        | Kanada          | Calgary och Edmonton              | Kanada          |
| 2013 | USA (3)           | Sverige         | Ryssland        | Ufa                               | Ryssland        |
| 2014 | Finland (3)       | Sverige         | Ryssland        | Malmö                             | Sverige         |
| 2015 | Kanada (16)       | Ryssland        | Slovakien       | Toronto och Montréal              | Kanada          |
| 2016 | Finland (4)       | Ryssland        | USA             | Helsingfors                       | Finland         |
| 2017 | USA (4)           | Kanada          | Ryssland        | Montréal och Toronto              | Kanada          |
| 2018 | Kanada (17)       | Sverige         | USA             | Buffalo                           | USA             |
| 2019 | Finland (5)       | USA             | Ryssland        | Vancouver/Victoria                | Kanada          |
| 2020 | Kanada (18)       | Ryssland        | Sverige         | Ostrava, Třinec                   | Tjeckien        |
| 2021 | USA (5)           | Kanada          | Finland         | Edmonton                          | Kanada          |
| 2022 | Kanada (19)       | Finland         | Sverige         | Edmonton                          | Kanada          |
| 2023 | Kanada (20)       | Tjeckien        | USA             | Halifax och Moncton               | Kanada          |
| 2024 | USA (6)           | Sverige         | Tjeckien        | Göteborg                          | Sverige         |
| 2025 | USA (7)           | Finland         | Tjeckien        | Ottawa                            | Kanada          |
| 2026 |                   |                 |                 | Minneapolis och Saint Paul        | USA             |
| 2027 |                   |                 |                 |                                   | Kanada          |
| 2028 |                   |                 |                 |                                   | Finland         |
| 2029 |                   |                 |                 |                                   | Kanada          |

## Medaljligan
| Nation                       | Guld   | Silver  | Brons  | Medaljer |
| ---------------------------- | ------ | ------- | ------ | -------- |
| Kanada                       | 20     | 10      | 5      | 35       |
| Ryssland · Sovjetunionen ·   | 4 9 13 | 10 3 13 | 9 2 11 | 23 14 37 |
| USA                          | 7      | 2       | 7      | 16       |
| Finland                      | 5      | 6       | 7      | 18       |
| Sverige                      | 2      | 12      | 7      | 21       |
| Tjeckien · Tjeckoslovakien · | 2 0 2  | 1 5 6   | 3 6 9  | 6 11 17  |
| Slovakien                    | 0      | 0       | 2      | 2        |
| Schweiz                      | 0      | 0       | 1      | 1        |

## Utnämningar
Vid avslutningen av varje turnering delar IIHF ut priser till de tre spelare som valts som bäste målvakt, back och forward. Media har möjlighet att utse turneringens All-Star lag.